# Bogotoł
Bogotoł (ros. Боготол) – miasto w azjatyckiej części Rosji, w Kraju Krasnojarskim, centrum administracyjne rejonu bogotolskiego.
Miasto położone jest 240 km od Krasnojarska na trasie kolei transsyberyjskiej.
Założone w 1893 przy okazji budowy linii kolejowej, od 1911 miasto w guberni tomskiej, od 1925 w okręgu aczyńskim.
Urodził się tu Leonard Korowajczyk (ur. 6 kwietnia 1907, zm. wiosną 1940 w Katyniu) – porucznik artylerii Wojska Polskiego, ofiara zbrodni katyńskiej.